# Flexibilidad laboral
La flexibilidad laboral o desregulación del mercado de trabajo, hace referencia a la fijación de un modelo regulador de los derechos laborales que elimina regulaciones para contratar y despedir empleados por parte de las empresas y organizaciones privadas. La flexibilidad laboral está relacionada con las medidas de regulación del mercado laboral en lo referente a la libertad de contratación y el contrato individual de trabajo, para flexibilizar los mecanismos logrados por los sindicatos en el siglo XX, esperando con ello mantener el crecimiento de todo el sector privado.
De acuerdo con los partidarios de aumentar la flexibilidad laboral, esta permite mayores oportunidades a las empresas y a las personas, en el mundo globalizado donde las estructuras rígidas y las legislaciones abultadas y complejas resultarían impedimentos. Por otra parte, diversos economistas heterodoxos como el premio Nobel Joseph Stiglitz o el economista institucionalista Ha-Joon Chang han criticado el término que califican como eufemismo para "inseguridad o mutabilidad del puesto de trabajo", y niegan que en todos los casos tenga el efecto positivo que le atribuyen los partidarios de la flexibilidad.
La flexibilidad del mercado del trabajo tiene tres componentes principales.
1.   La flexibilidad del empleo:
Es la capacidad de aumentar o disminuir el personal de planta sin demasiadas trabas legales.
2.   La flexibilidad salarial:
Es entendida como la capacidad que tiene el mercado para ajustar el valor del salario según sean sus necesidades y sin regulaciones artificiales externas a     él.
3.   La flexibilidad intersectorial del trabajo:
Con estas palabras se hace referencia a la capacidad de movilidad que tienen los trabajadores para poder ocuparse en cualquier segmento del mercado laboral sin mayores restricciones.

## Introducción
Para el jurista y exministro de Trabajo de Argentina Armando Caro Figueroa, que fue asesor del sindicato español Unión General de Trabajadores y también asesor del gabinete del Ministro de Trabajo y Seguridad Social de España, durante los gobiernos de Felipe González:

”La flexibilidad puede ser una ideología, un argumento de la patronal para reducir costos y magnificar ganancias, o puede ser una herramienta para generar empleo. Son dos visiones…En todo caso habrá que cambiarle el nombre porque está medio desgastado, pero hay que adecuar las condiciones de trabajo a las nuevas tecnologías” 

Los partidarios de la mayor flexibilización laboral consideran que puede ayudar a la creación de empleo a través de la reducción del costo de la mano de obra o del tiempo de jornada o de contratación. Sin embargo, sus detractores señalan que en muchos casos una mayor liberalización de las condiciones de contratación no han ido acompañadas de un aumento del empleo, como durante la crisis económica de 2008-2012 en Europa, y sólo persigue una reducción de los gastos de personal en las empresas sin fortalecer el empleo a largo plazo.
Para sus detractores la flexibilización comporta mayor inseguridad jurídica para los empleados y mayor eventualidad, dificultando el ejercicio efectivo de los derechos laborales por parte de asociaciones de trabajadores o sindicatos. Según  Teresa Ghilarducci, economista norteamericana especializada en el mundo del trabajo y experta en seguridad social y profesora de la New School for Social Research de Nueva York, la baja de los salarios –que surge como efecto de la reducción del poder de negociación colectiva– no implica una mejora en la productividad ya que hace que los empresarios no tengan incentivos a invertir en capital.
Para los partidarios de la flexibilidad esta reduce costes laborales y aumento del tiempo libre. plantean sus argumentos desde el análisis económico del derecho y otras fuentes afines, carece de sentido establecer múltiples derechos en favor de cada vez menos personas. [cita requerida]
Según un análisis de cuatro países de la OCDE entre 1970 y 2002, un elevado grado de protección contra el despido arbitrario fomentaba la innovación entre los empleados. Mientras que la desregulación del mercado de trabajo parece haber reducido las elasticidades del empleo en vez de aumentarlas.
Sin embargo, la reducción de costes usualmente ha sido usada para poder declarar mayores beneficios y conseguir mayor cotización bursátil de las acciones de la compañía (beneficiando al accionariado móvil en detrimento de los empleados). Además la nada impide que la flexibilidad sea usada para despedir a trabajadores con derechos más consolidados y sustituirlos por otros con menos experiencia y que acepten salarios más bajos, por lo cual el efecto a largo plazo no está determinado por la mera existencia de mayor flexibilidad.
Para los contrarios a la flexibilización, muchos problemas asociados a la desregulación del mercado laboral provienen de debilidades de las estructuras jurídicas donde se aplica,[cita requerida] que permiten sacar ventajas más allá del contrato o acuerdo establecido, lo que vuelve necesaria la consolidación de la seguridad jurídica como pilar de una economía de mercado. Así en muchos países donde se han producido flexibilizaciones ha aumentado la precariedad del empleo, y muchos trabajadores necesitan varios trabajos o actividades para lograr un ingreso suficiente. Este fenómeno sería visible en el aumento del trabajo remunerado por comisiones, la contratación por hora, la subcontratación, el trabajo temporal, el autoempleo, etc.
Comparando los datos de 20 países de la OCDE, no se encontró ninguna relación entre el debilitamiento de las instituciones del mercado de trabajo y su flexibilizacion y una disminución del desempleo, mientras que se determinó que había correlación entre la negociación colectiva coordinada y un desempleo más bajo. En Grecia y Portugal, la aplicación de las reformas de la legislación laboral coincidió con un drástico aumento del desempleo y un incremento considerable del número de contratos laborales precarios. En Costa de Marfil, se ha observado que las reducciones a los salarios de los profesores, según lo recomendado por el FMI y el Banco Mundial, han afectado negativamente a la calidad de la educación, debido a la consiguiente fuga de cerebros al extranjero. Igualmente la flexibilización laboral en México durante la aplicación del programa de ajuste estructura se observó que el salario medio de las mujeres disminuyó en mayor medida que el de los hombres. Diversos estudios concluyeron en que la flexibilización y ajuste laboral no reducen el desempleo, no lograron incrementan la productividad, no promuevían el crecimiento económico, aumentan la desigualdad de género y la precarización e informalización del empleo. En Argentina durante el gobierno de Fernando de la Rúa se aprobó una ley la Reforma Laboral, que establecía una significativa flexibilización laboral, cuyos principales impulsores de la Unión Cívica Radical argumentaron que provocaría una rápida reducción del desempleo. dos años después de aplicada la reforma el desempleo en el país sudamericano llegó al récord histórico de 21,5% de desempleo, sumado a una subocupación del 12,7%. con picos de desocupación en ciudades como Gran Catamarca (25,5%), Gran Córdoba (25,3%), Gran Rosario (24,3%).

## Historia
Algunos remontan el origen de algunas de las ideas favorables a la flexibilidad laboral al toyotismo, en relación con la planta japonesa de automóviles que superó el modelo fordista de producción a finales de la década de 1970. 
Sus principales características son:
- Alta rotación en los puestos de trabajo/roles.
- Estímulos sociales a través del fomento del trabajo en equipo y la identificación transclase entre jefe-subalterno.[cita requerida]
- Sistema just in time; que revalora la relación entre el tiempo de producción y la circulación de la mercancía a través de la lógica de menor actividad obrera en la cadena productiva y un aceleramiento de la demanda que acerca al "stock 0" y permite prescindir de la bodega y sus altos costos por concepto de almacenaje.
- Reducción de costos de planta